# Rania al-Yassin
Titre
Reine de Jordanie
Depuis le 22 mars 1999
(26 ans, 4 mois et 8 jours)
Rania Al-Yassin (en arabe : رانيا العبد الله), née le 31 août 1970 au Koweït, issue d'une famille d'origine palestinienne, est l'actuelle reine de Jordanie depuis le 22 mars 1999, lorsque son époux, le roi Abdallah II, lui octroie le titre de reine après être lui-même devenu roi le 7 février de la même année. Elle est l'épouse du roi Abdallah II depuis le 10 juin 1993.

## Biographie

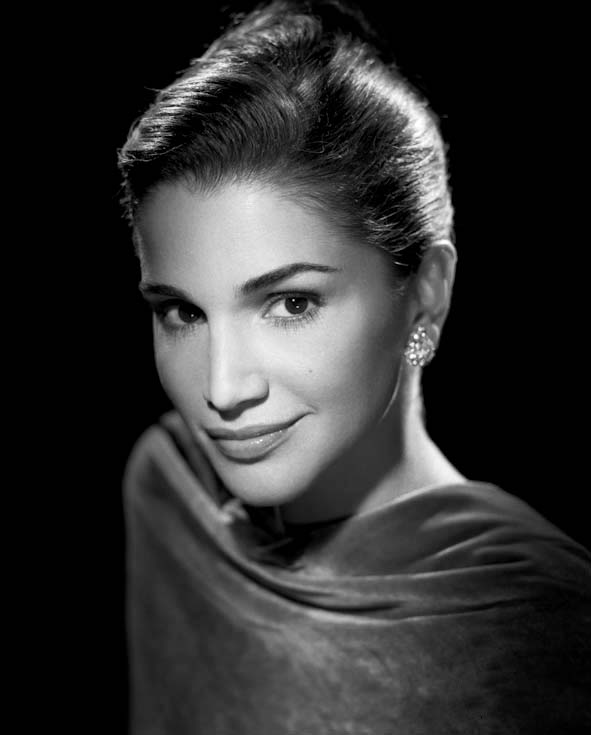
Rania de Jordanie photographiée par Pierre-Anthony Allard du Studio Harcourt en 2005.

Sa famille est originaire de Tulkarem. Elle a fait ses études primaires et secondaires au Koweït puis obtient le diplôme de « Bachelor’s degree in Business Administration » en 1991, à l'université américaine du Caire, en Égypte. 
Elle épouse le roi Abdallah II le 10 juin 1993 dans le palais de Zahran ; ils ont quatre enfants, qui jouissent du prédicat d'altesse royale : le prince Hussein (né le 28 juin 1994), prince héritier depuis le 2 juillet 2009, la princesse Iman (née le 27 septembre 1996), la princesse Salma (née le 26 septembre 2000) et le prince Hashem (né le 30 janvier 2005).
Féministe revendiquée, engagée contre les crimes d'honneur et les féminicides, elle se fait également connaître par son implication dans la défense des enfants victimes de violences et d'abus. En 2004, à la suite de sa forte implication dans de nombreux domaines comme l'économie mondiale et son combat pour la paix, elle se situe à la 13e place du classement 100 Most Powerful Women in the World — « Les 100 femmes les plus puissantes au monde » — du magazine Forbes. En 2007, elle est classée 82e.
En 2008, elle reçoit le prix Nord-Sud, du Conseil de l'Europe.
Mais après le Printemps arabe de 2011 et des critiques à l'égard de son influence, la reine Rania est contrainte de diminuer ses voyages et discours à l'étranger, pour multiplier les visites sur le terrain en Jordanie auprès des plus défavorisés. Aux tenues de haute couture, que les lecteurs de la presse spécialisée dans l'actualité du gotha avaient l'habitude de la voir porter, Rania de Jordanie privilégie désormais des tenues simples, plus traditionnelles. 
En août 2015, en visite en France, elle affirme que « les musulmans modérés ne faisaient "pas assez" pour lutter contre les djihadistes de l'État islamique (EI) ». L'année suivante, dans une tribune publiée par le Washington Post après une visite dans un camp sur l'île grecque de Lesbos, elle critique l'attitude des dirigeants européens oscillant entre racisme et fermeture des frontières. En octobre 2017, elle se rend dans un camp de réfugiés Rohingyas birmans au Bangladesh afin d'interpeller la communauté internationale. En octobre 2023, dans le contexte de reprise des affrontements entre Israël et le Hamas dans la bande de Gaza, elle dénonce sur CNN l'indignation sélective des dirigeants occidentaux entre les morts israéliens et gazaouis, alors qu'une part importante de la population jordanienne est constituée de réfugiés palestinens.
Elle est membre du conseil d'administration du Forum économique mondial.

## Publications
La reine Rania a écrit un livre pour les enfants, s'adressant notamment aux jeunes filles, qui porte le titre de Laila wa Salma (Laila et Salma) (en arabe : ليلى وسلمى). Ce livre parle d'essayer et de découvrir de nouvelles choses. Il est inspiré d'une histoire véridique qui s'est passée entre la reine et une amie pendant son enfance[réf. nécessaire].
Rania de Jordanie est très active au niveau du développement de l'éducation et la promotion de la qualité de vie de l'enfance ; elle est à l'origine du musée des enfants situé dans les jardins du roi Hussein à Amman, la capitale de la Jordanie. Elle participe et organise notamment des sommets et autres mouvements pour la promotion de l'éducation et des droits des femmes, ce qui lui donne une image positive, active et moderne au sein de la royauté et dans les représentations symboliques accordées au Moyen-Orient.

## Distinctions
- Grand-croix de l'ordre de Charles III
- Grand-croix de l'ordre de Sant'Iago de l'Épée